# ACES Colombia
ACES Colombia, Aerolíneas Centrales de Colombia, var ett flygbolag baserat på Olaya Herrera Airport i Medellín i Colombia.

## Historia

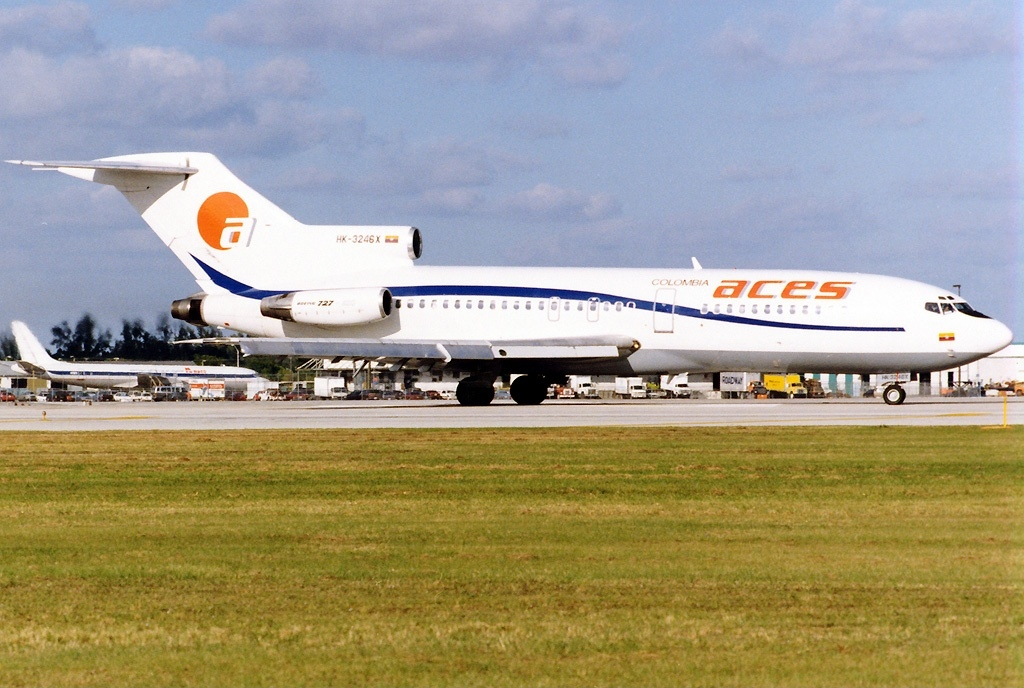
ACES Boeing 727-46 HK-3246, Miami 1993.

Bolaget grundades 31 augusti 1971 och började flyga 1972 med Saunders ST-27 på rutterna Medellín–Bogotá och Manizales–Bogotá, senare också med De Havilland Heron. 1976 hade bolaget utökat sitt nätverk till mindre regionala destinationer och köpte för detta in DHC-6 Twin Otter. 1981 köptes det första jetplanet, en Boeing 727-100. År 1984 hyrdes en Fokker F28 in.
1991 bytte man ut sin flotta med Fairchild Hiller FH-227 mot ATR 42 och sina Boeing 727-100 mot Boeing 727-200 Advanced.
1992 började bolaget med internationella flygningar till Miami.
Under senare delen av 1990-talet moderniserades flottan och nya Airbus A320 köptes in. Nya destinationer var Fort Lauderdale, Quito, Caracas, Cancún, Santo Domingo, Punta Cana och San Juan jämte tillkommande inrikesdestinationer.
ACES skapade en företagskultur med service och punktlighet som vann gott rykte och lojalitet bland kunderna. Bolaget fick utmärkelsen "bäst i Colombia" av flera affärs- och konsumenttidningar.
Den 20 maj 2002 gick ACES samman med huvudkonkurrenterna Avianca och SAM Colombia för att bilda Alianza Summa, en strategisk allians med målet att gemensamt övervinna de ogynnsamma omständigheterna som drabbade Colombia och världen efter 11 september-attackerna. ACES flygningar upphörde i augusti 2003 efter styrelsens beslut att likvidera bolaget. Alianza Summa upplöstes i november 2003 och ACES rutter togs över av Avianca.